# Álvaro Barreto
Álvaro Roque de Pinho de Bissaia Barreto (ur. 1 stycznia 1936 w Lizbonie, zm. 10 lutego 2020 tamże) – portugalski inżynier, przedsiębiorca, menedżer i polityk, działacz Partii Socjaldemokratycznej, wieloletni parlamentarzysta, minister w różnych resortach.

## Życiorys
Z wykształcenia inżynier, absolwent Instituto Superior Técnico w ramach Universidade Técnica de Lisboa. Kształcił się również w Harvard Business School. Od 1959 pracował jako konsultant w przedsiębiorstwie chemicznym Profabril. W latach 1969–1971 był dyrektorem administracyjnym stoczni Lisnave w Lizbonie, a później do 1974 kierował stocznią Setenave w Setúbal. Powrócił następnie na kierownicze stanowisko do poprzedniego przedsiębiorstwa, zajmując je do 1978. Od 1979 do 1980 przewodniczył radzie dyrektorów linii lotniczych TAP Air Portugal, od 1982 do 1983 pełnił tożsamą funkcję w koncernie Soporcel. Powoływany również na stanowiska dyrektora niewykonawczego oraz w skład różnych organów przedsiębiorstw sektora energetycznego czy bankowego.
Jednocześnie od końca lat 70. prowadził aktywną działalność polityczną. Z ramienia Partii Socjaldemokratycznej w 1980 wszedł w skład Zgromadzenia Republiki II kadencji. Pomiędzy 1985 a 2005 sprawował mandat deputowanego IV, V, VI, VII, VIII i IX kadencji portugalskiego parlamentu. Od 2002 do 2004 zasiadał w zgromadzeniu miejskim Lizbony.
Był członkiem siedmiu portugalskich rządów, którymi kierowali Carlos Mota Pinto, Francisco Sá Carneiro, Francisco Pinto Balsemão, Mário Soares, Aníbal Cavaco Silva i Pedro Santana Lopes. Pełnił funkcję ministra przemysłu i technologii (od listopada 1978 do czerwca 1979), ministra przemysłu i energii (od stycznia do grudnia 1980), ministra integracji europejskiej (od stycznia do sierpnia 1981), ministra handlu i turystyki (od czerwca 1983 do października 1984), ministra rolnictwa (od października 1984 do lipca 1985), ministra rolnictwa, rybołówstwa i żywności (od listopada 1985 do stycznia 1990), ministra stanu oraz ministra aktywizacji gospodarczej i pracy (od lipca 2004 do marca 2005).

## Odznaczenia
- Krzyż Wielki Orderu Leopolda II (Belgia)
- Komandor Orderu Krzyża Południa (Brazylia)
- Krzyż Wielki Orderu Zasługi Cywilnej (Hiszpania)
- Krzyż Wielki Orderu Sokoła Islandzkiego (Islandia)
- Komandor Orderu Zasługi Przedsiębiorczej w Klasie Zasługi Przemysłowej (Portugalia)[1]